# Zamčiska
Zamčiska (nezaměňovat s Hradiště Zámčisko v Návsí) je tvrz, která se nacházela na kopci nad pravým břehem ostrého ohbí řeky Olše v Hrádku v okrese Frýdek-Místek v Moravskoslezském kraji v sníženině Jablunkovská brázda. V térénu jsou pozůstatky okružního příkopu. Jádro tvrze oválného tvaru má rozměry 26x40 m. Vyvýšený okraj plochy jádra nad příkopem lze vysvětlit okružním valem.
Podle archeologických nálezů (keramika, kovové části zbraní, podkova a křižácký meč) spadá existence tvrze do období od 2. pol. 13. stol. do přelomu 14. a 15. stol. V písemných pramenech se tvrz neuvádí a sloužila jako součást pohraničního opevnění na obchodní stezce z Horních Uher (Slovensko) přes Jablunkovský průsmyk do Slezska. V roce 1447 byla tvrz po nájezdu Uhrů zničena. Další vesnická zástavba v okolí vznikala zřejmě až od 16. stol.

## Další informace

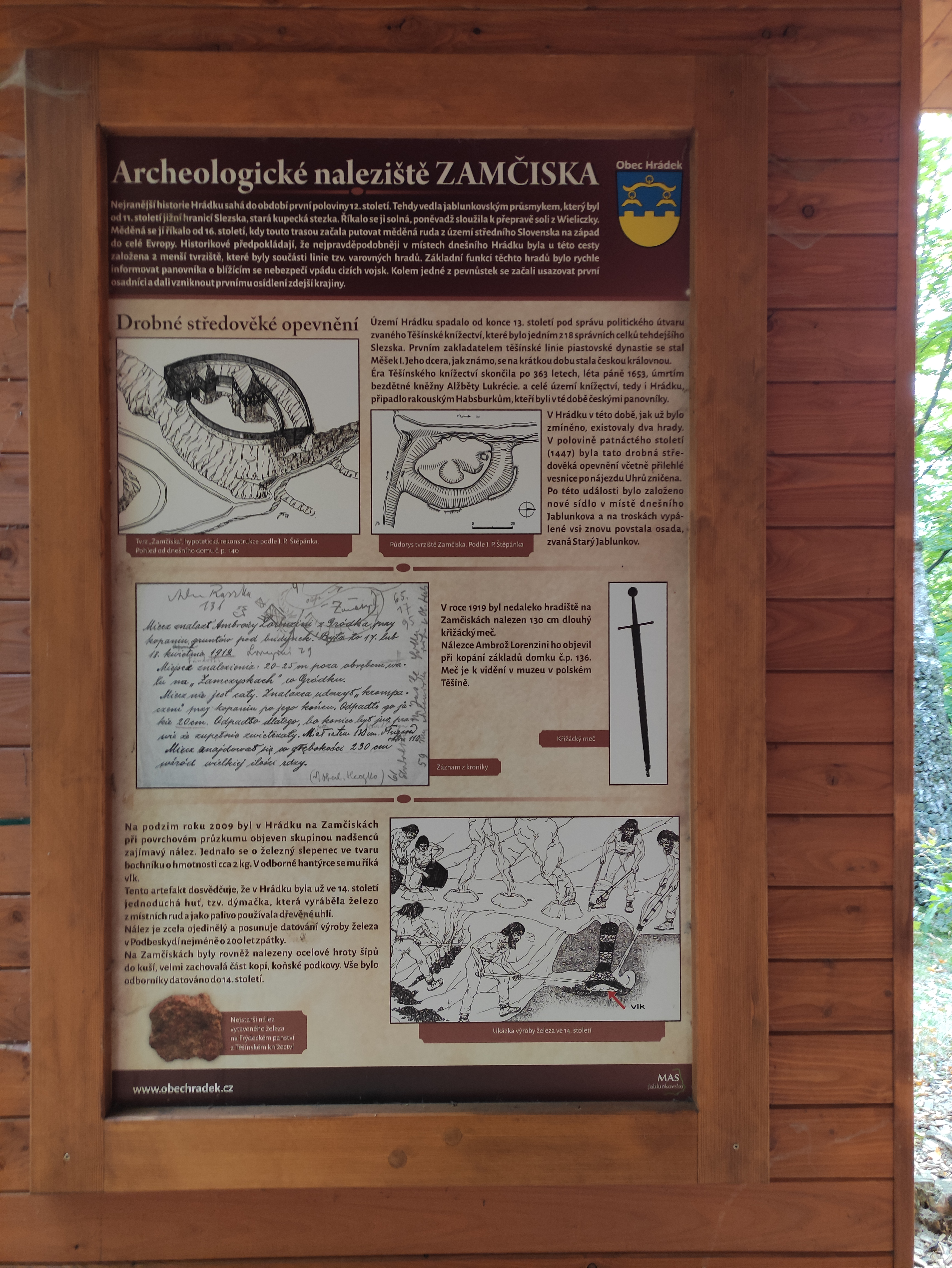
Informační tabule na místě.

K místu se také váže pověst o zlém loupeživém rytíři jménem Belko.
Na místě je postavená malá dřevěná rozhledna Přístřešek s ochozem Zamčiska, která nabízí krásný výhled na divokou řeku Olši.
Další menší zaniklá opevněná lokalita Belko se nacházela přibližně 0,75 km dále po proudu toku Olše.